# 秦淮区
秦淮区（しんわいく）は、中華人民共和国江蘇省南京市に位置する市轄区。

## 地理
区域面積49.11平方キロ。南京城東南部に位置し西を外秦淮河が境となり建鄴区と接している。南を江寧区、雨花台区に隣接し、北を玄武区、鼓楼区と接している。

## 外部リンク

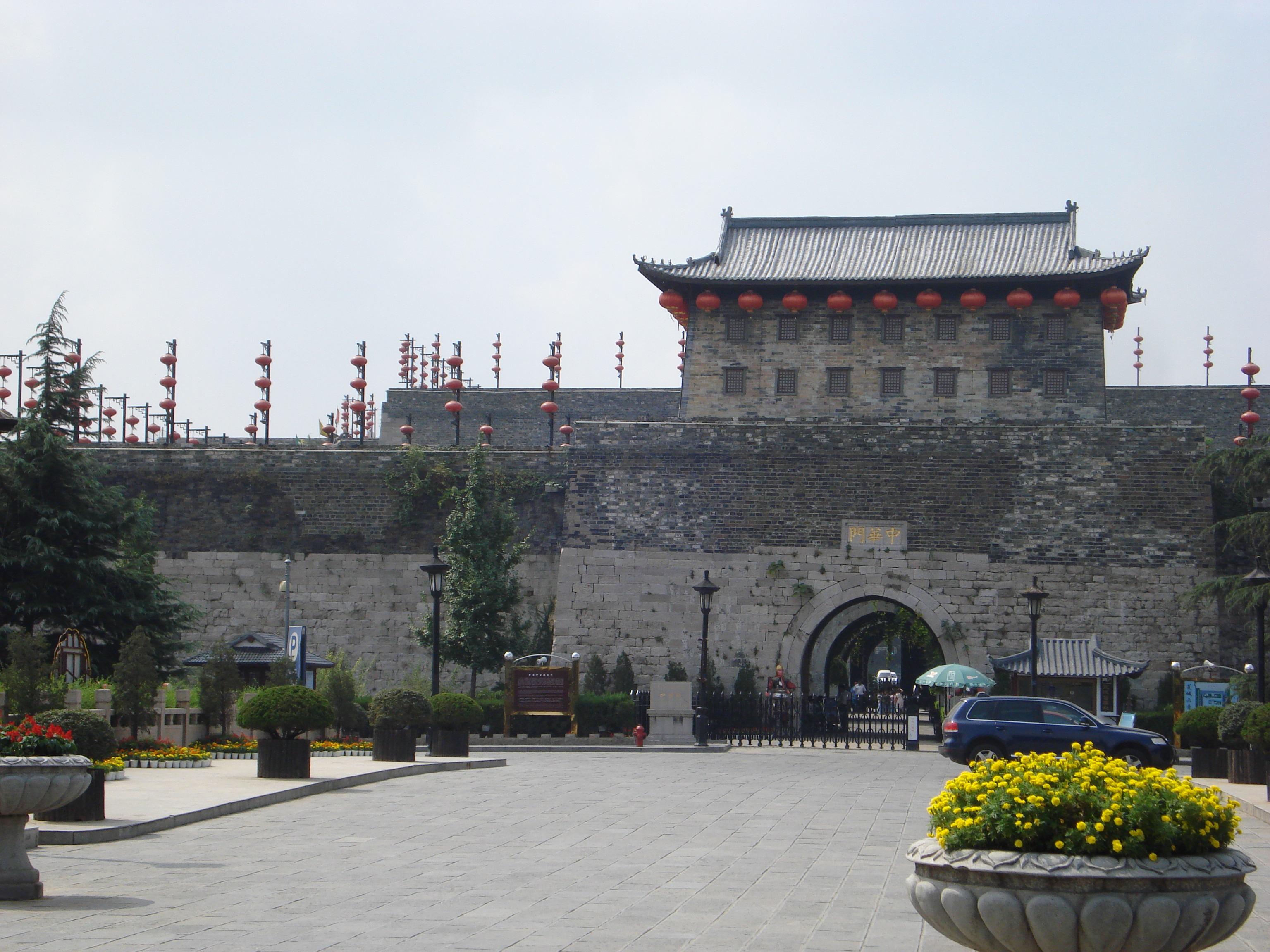
中華門

## 行政区画
12街道を管轄する。
| 番号 | 街道名     | 番号 | 街道名     |
| ---- | ---------- | ---- | ---------- |
| 01   | 秦虹街道   | 07   | 夫子廟街道 |
| 02   | 紅花街道   | 08   | 洪武路街道 |
| 03   | 双塘街道   | 09   | 中華門街道 |
| 04   | 五老村街道 | 10   | 大光路街道 |
| 05   | 瑞金路街道 | 11   | 月牙湖街道 |
| 06   | 光華路街道 | 12   | 朝天宮街道 |

## 名所
- 夫子廟
- 夫子廟・秦淮河風景区
- 中華門
- 瞻園
- 江南貢院
- 甘熙故居
- 朝天宮
- 李香君故居
- 王導謝安紀念館
- 秦大士故居
- 白鷺洲公園
- 鷲峰禅寺
- 大報恩寺遺跡公園